# Katedra prymasowska w Bogocie
Katedra prymasowska (hiszp. Catedral Primada, właściwie Archikatedralna bazylika metropolitarna Niepokalanego Poczęcia Najświętszej Maryi Panny i św. Piotra, hiszp. Catedral Basílica Metropolitana y Primada de la Inmaculada Concepción y San Pedro de Bogotá) – rzymskokatolicka archikatedra w Bogocie, w dzielnicy La Candelaria, siedziba prymasa Kolumbii.

## Historia
Pierwszy budynek w tym miejscu wzniesiono w 1538 roku. W 1540 biskup Santa Marta Juan Fernández de Angulo wysłał do Santafé (obecnie Bogota) wikariusza generalnego. 11 września 1562 papież Pius IV erygował diecezję Santafé, którą dwa lata później podniósł do rangi archidiecezji. Jej siedzibą została świątynia wzniesiona około 1550 roku, która zastąpiła wcześniejszą konstrukcję. Tę wyburzono jednak w 1569 roku, a trzy lata później wzniesiono nowy budynek. Budowę obecnego kościoła rozpoczęto w 1807 roku według planów hiszpańskiego architekta i zakonnika Domingo de Petrés. Prace zakończono w 1811.

## Architektura i wyposażenie
Świątynia późnobarokowo-klasycystyczna, trójnawowa, z rzędami bocznych kaplic. Po obu stronach fasady znajduje się wieża.
Prezbiterium zdobi niewielki, barwny ołtarz główny oraz drewniane stalle.
Organy bogotańskiej katedry wykonał w 1890 roku hiszpański organmistrz Aquilino Amezua. Instrument w niezmienionym stanie zachował się do lat 60. XX wieku, kiedy to przebudowano go pod nadzorem Oskara Bindera.